# Contracte de franquícia

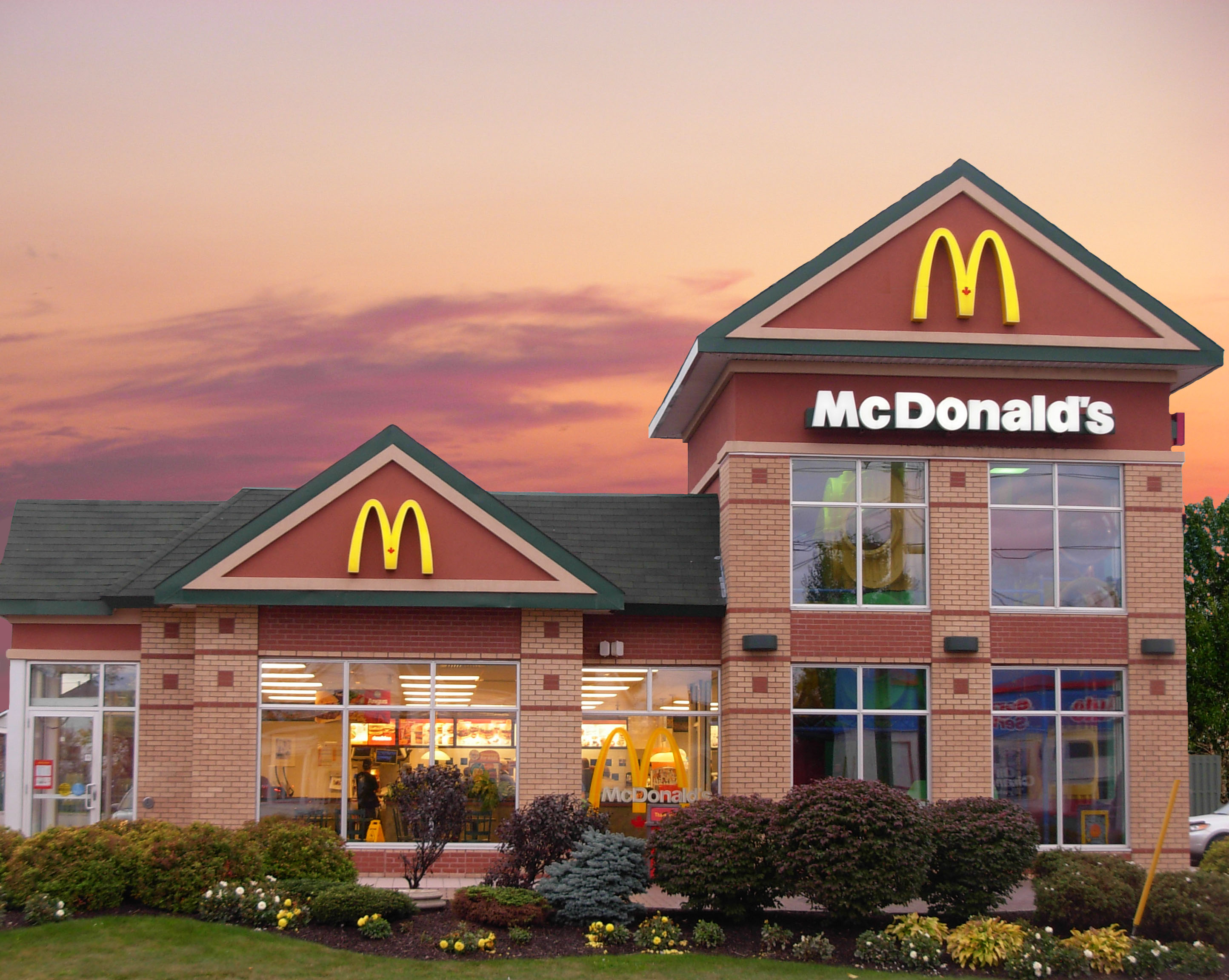
Franquícia de McDonald's al municipi canadenc de Moncton (Nova Brunswick).

Una franquícia és un contracte en virtut del qual un empresari (franquiciador) cedeix a un altre (franquiciat), a canvi d'una prestació financera, el dret a l'explotació d'un negoci de productes o serveis prèviament prestigiats al mercat pels procediments de fabricació i de màrqueting del franquiciador emparats en patents, marques i saber fer. El 2011 hi havia 289 franquícies a Catalunya.
Mitjançant el contracte de franquícia es pacta, a canvi d'un preu, la cessió d'un model d'empresa. La perfecció d'aquests contractes instrumenta la formació de xarxes de distribució molt integrades, que s'han anat estenent ràpidament i que han rebut ple reconeixement tant per la jurisprudència com pels diferents ordenaments jurídics. A Europa es va estendre aquesta pràctica a mitjan segle xx, i va aconseguir el ple reconeixent per part de les institucions comunitàries amb el Reglament de la Comissió de la CEE de 30 de novembre de 1988.

## Modalitats de franquícia
Trobem les següents de modalitats de franquícia:
- Franquícia industrial o de producció: El franquiciat adquireix el dret a fabricar i revendre els productes del franquiciador sota la seva marca i sistema propi.
- Franquícia comercial o de distribució: El franquiciat adquireix el dret a revendre, pel seu compte i risc i en els seus propis locals, els productes de franquiciador. Es dona en sectors com ara l'hostaleria, l'alimentació o la roba. Es poden distingir tres submodalitats:
  - Franquícies córner: El franquiciat cedeix una part del seu establiment al franquiciador. Es tracta de punts de venda especialitzats d'altres marques.
  - Franquícia màster: El franquiciat adquireix un dret exclusiu a desenvolupar la franquícia en un territori determinat. Aquests franquiciats poden fer, a la vegada, de franquiciadors cap a altres empresaris.
  - Franquícia associativa: El franquiciador participa en el capital social de l'empresa franquiciada, o a l'inrevés. Aquestes participacions sempre han de ser minoristes, perquè sinó es tractaria d'un negoci entre la matriu i la seva filial.
- Franquícia de serveis: El franquiciat adquireix el dret a prestar serveis sota la denominació i el sistema comercial del franquiciador. Aquest és el cas d'empreses de missatgeria o de bugaderia.

## Obligacions del franquiciador
Entre les obligacions del franquiciador, es troben:
- Comunicar un saber fer (manera d'organització interna i externa de l'empresa, que tenen una eficiència molt peculiar) o conjunt de coneixements pràctics no patentats derivats de l'experiència del franquiciador i verificats i contrastats per aquest. El saber fer ha de ser substancial i secret, estar identificat en el contracte i servir per a implementar els resultats del franquiciat, i li permetre d'introduir-se més fàcilment al mercat.
- Transmetre al franquiciat els seus signes distintius.
- Prestar assistència tècnica i comercial al franquiciat de forma continuada durant tot el període de duració de l'acord. Aquesta obligació comprèn qualsevol avantatge, innovació o avenç que contribueixi a la millor comercialització dels productes o serveis contractuals.
- Proveir els productes o les primeres matèries.

## Obligacions del franquiciat
Les obligacions del franquiciat són:
- Pagar la taxa d'entrada o forfet, que s'exigeix com un requisit per a incorporar-se a la xarxa.
- Pagar els cànon, és a dir, els pagament periòdics del franquiciat al franquiciador, els quals varien en funció del volum de vendes.
- Pagar els productes i serveis que compri al franquiciador.